# Али Реза Пехлеви I
Али Реза Пехлеви I (1 марта 1922, Тегеран, Персия — 17 октября 1954, горы Эльбурс, Иран) — второй сын шахиншаха Реза Пехлеви и Тадж ол-Молук. Младший брат шахиншаха Мохаммеда Реза Пехлеви.
Служил в Имперской армии Ирана в звании лейтенанта. Вслед за низложением и ссылкой Реза Шаха, Али Реза сопровождал своего отца в изгнание на Маврикий, а затем — в Йоханнесбург, ЮАР. Одновременно с низложением отца, стал наследным принцем Ирана. На тот момент у Мохаммеда Резы Пехлеви не было детей мужского пола.
В 1944-45 годах служил в армии Сражающейся Франции. Также был президентом Иранского национального олимпийского комитета c 1948 по 1954 год.
Он женился на Кристиане Холевски в Париже в 1946, у них родился сын Али Патрик Пехлеви (Принц Али, родился 1 сентября 1947). Али Реза погиб 17 октября 1954 во время авиакатастрофы в горах Эльбурса.